# Micro-economie

Het vraag en aanbodmodel beschrijft hoe prijzen variëren in een poging een balans te vinden tussen aan de ene kant de productbeschikbaarheid bij elke prijs (aanbod) en aan de andere kant de preferenties van mensen met koopkracht bij elke prijs (vraag). De grafiek laat een verschuiving naar rechts van D_{1} naar D_{2} in de vraagcurve zien, samen met de daaruit voortvloeiende prijsstijging en de hoeveelheid, die nodig is om een nieuwe "marktruimend" evenwichtspunt op de aanbodcurve (S) te bereiken.

De micro-economie (samengesteld uit de Griekse prefix micro-, dat "klein" betekent, en "economie", van οἶκος (huis) νόμος (wet), letterlijk "huishoudkunde") is een onderdeel van de economische wetenschap. De micro-economie bestudeert hoe individuele economische agenten in een economie (denk aan afzonderlijke huishoudens en bedrijven) beslissingen nemen over de allocatie van schaarse goederen, meestal in markten waar goederen of diensten worden gekocht en verkocht. Ze onderzoekt tevens hoe deze beslissingen en gedragingen van invloed zijn op vraag en aanbod van goederen en diensten, hoe prijzen tot stand komen en hoe deze prijzen, op hun beurt, weer vraag en aanbod van goederen en diensten bepalen.
Prijzen beïnvloeden de gedragingen van huishoudens en bedrijven. De micro-economie tracht te verklaren in welke mate prijzen het aan- en verkoopgedrag van de economische agenten beïnvloeden.

## Micro- tegenover macro-economie
In contrast hiermee staat de macro-economie. Deze tak van de economische wetenschap bestudeert het "totaal van economische activiteiten, inclusief de problematiek van economische groei, inflatie en werkloosheid. Micro-economie houdt zich wel bezig met de effecten van nationaal economisch beleid (zoals het veranderen van belastingniveaus) op de eerder genoemde aspecten van de economie. Vooral naar aanleiding van de Lucas-kritiek baseert een groot deel van de moderne macro-economische theorie zich tegenwoordig op een 'micro-economisch fundament' - dat wil zeggen dat de macro-economie gebaseerd is op fundamentele veronderstellingen over het gedrag van economische agenten op micro-economisch niveau.

## Doelen
Een van de doelen van de micro-economie is het analyseren van marktmechanismen, die relatieve prijzen tussen goederen en diensten en de allocatie van schaarse middelen over vele alternatieve gebruiksmogelijkheden vaststellen. De micro-economie analyseert marktfalen, dat wil zeggen plaatsen of omstandigheden, waar of wanneer markten niet in staat zijn of lijken om efficiënte resultaten te produceren. De micro-economie beschrijft ook de theoretische voorwaarden, die ten grondslag liggen aan perfecte concurrentie. Belangrijke deelgebieden in de micro-economie zijn algemeen evenwichten, markten onder de aanname van asymmetrische informatie, keuze onder onzekerheid en de economische toepassingen van de speltheorie. Ook worden de elasticiteiten van producten binnen het marktsysteem bestudeerd.

## Veronderstellingen en definities
De theorie van de vraag en aanbod gaat er meestal van uit dat markten volkomen concurrerend zijn. Dit impliceert dat er veel kopers en verkopers in de markt zijn en dat geen van hen de capaciteit heeft om grote invloed uit te oefenen op de prijzen van goederen en diensten. In veel transacties, die in de echte wereld plaatsvinden, gaat deze veronderstelling van perfecte competitie echter niet op, dit omdat sommige individuele kopers en/of verkopers de mogelijkheid hebben om de prijzen aanzienlijk in hun voordeel te beïnvloeden. Vaak is een verfijndere analyse nodig om de vraag en aanbod-vergelijking van een goederen model te begrijpen. De theorie gaat echter zeker op in situaties waar wel aan de uitgangspunten van perfecte competitie wordt voldaan.
De mainstream-economie gaat niet uit van een a priori veronderstelling dat markten te verkiezen zijn boven elke andere vorm van sociale organisatie. In feite is er zeer veel analyse gewijd aan gevallen, waar zogenaamd marktfalen tot een volgens een gegeven standaard suboptimale allocatie van middelen leidt (enorm hoge defensie-uitgaven aan op zich niet extreem dure zaken als wc-potten of wc-papier zijn hier het klassieke voorbeeld). In dergelijke gevallen, kunnen economen proberen om beleid te formuleren dat verspilling voorkomt, hetzij direct door overheidscontrole, hetzij indirect door afdwingbare regelgeving, die er toe leidt dat marktdeelnemers op een wijze handelen, die verenigbaar is met een optimale welvaart, of door het creëren van "missende markten" om zo een efficiënte handel mogelijk te maken, waar die voorheen nog niet bestond.
Dit wordt bestudeerd in de theorie van het collectieve handelen- en de publieke keuzetheorie. "Optimale welvaart" wordt meestal gebaseerd op een Paretiaanse norm, zoals in de wiskundige toepassing van de Kaldor-Hicks-methode. Dit kan afwijken van de utilitaristische doelstelling van nutsmaximalisatie, omdat het de verdeling van goederen tussen mensen niet in beschouwing neemt. In een positieve economie (micro-economie) is marktfalen beperkt in zijn implicaties zonder dat de overtuiging van de econoom en zijn theorie vermengd raken.
De vraag naar verschillende goederen door individuen wordt doorgaans gezien als het resultaat van een nutsmaximalisatie-proces, waar elk individu zijn eigen nut probeert te maximaliseren. De interpretatie van deze relatie tussen prijs en gevraagde hoeveelheid van een gegeven goed gaat ervan uit dat, gegeven alle andere goederen en restricties, de verzameling van gemaakte keuzes die is, die de consument het gelukkigst maakt.

## Onderverdeling en onderzoeksmethoden
- De consumententheorie houdt zich bezig met de vraagzijde van de goederenmarkt. Belangrijke objecten van studie zijn hier het nut, dat de vrager ontleent aan de verzameling van alle goederen, die hij in een bepaalde periode koopt. Daarbij spelen preferentierelaties en aannamen omtrent de convexiteit van indifferentiecurven een belangrijke rol.
- Daar tegenover staat de productietheorie, die zich bezighoudt met de aanbodzijde van de goederenmarkt. Uitgaande van een gegeven productiefunctie, die de verhouding tussen input- en outputfactoren aangeeft, wordt onderzocht welke productiehoeveelheden met welke inputfactoren geproduceerd kunnen worden.
- De prijstheorie onderzoekt de totstandkoming van de prijs als resultaat van de confrontatie van aanbod en vraag op markten, dit onder verschillende mededingingsvormen alsook de voorwaarden voor het bereiken van een stabiel marktevenwicht.

### Productietheorie - wijze van opereren van bedrijven
Er wordt van uitgegaan dat alle bedrijven besluiten nemen op basis van rationele besluitvorming. De bedrijven zullen produceren tot het punt van een winst-maximaliserende output. Gegeven deze veronderstelling zijn er vier categorieën, waarin de winst van een onderneming kan liggen.
- Van een bedrijf wordt gezegd dat het een economische winst maakt wanneer zijn gemiddelde totale kosten op het punt van winstmaximaliserende output lager liggen dan de prijs van elke eenheid additioneel extra product. De economische winst is gelijk aan de hoeveelheid output vermenigvuldigd met het verschil tussen de gemiddelde totale kosten en de prijs.
- Van een bedrijf wordt gezegd dat het een normale winst maakt wanneer zijn economische winst gelijk is aan nul. Dit gebeurt waar op het punt van winstmaximaliserende output de gemiddelde totale kosten gelijk is aan de prijs.
- Als de prijs op het punt van winstmaximaliserende output tussen de gemiddelde totale kosten en de gemiddelde variabele kosten ligt, wordt van het bedrijf gezegd dat het zich in een verlies-minimaliserende toestand bevindt. Het bedrijf moet nog steeds doorgaan met produceren, aangezien het verlies groter zou zijn als het helemaal zou stoppen te produceren. Door verder te gaan met de productie, kan het bedrijf zijn variabele kosten en ten minste een deel van zijn vaste kosten terugverdienen, maar door volledig te stoppen zou het zijn gehele vaste kosten verliezen.
- Als de prijs op het punt van winstmaximaliserende output beneden de gemiddelde variabele kosten ligt, moet de onderneming in shutdown gaan. De verliezen worden nu geminimaliseerd door direct met de productie te stoppen, aangezien enige productie niet genoeg zou rendement zou genereren die significant genoeg zouden zijn om de vaste kosten en een deel van de variabele kosten terug te verdienen. Door niet te produceren zou het bedrijf alleen zijn vaste kosten verliezen. Door het verlies van deze vaste kosten wordt de onderneming met een moeilijke keuze geconfronteerd. Het moet ofwel de markt verlaten of in de markt blijven en het risico van nog hogere verliezen accepteren.

### Prijstheorie - elasticiteiten
In de micro-economie zijn elasticiteiten erg belangrijk. Een voorbeeld van een elasticiteit is de prijselasticiteit van de vraag. Dit is een getal dat aangeeft in welke mate de gevraagde hoeveelheid van een goed verandert als gevolg van een verandering van de prijs van dat goed. Bijvoorbeeld: als de prijs van iPods met 1% stijgt met hoeveel procent zal dan de gevraagde hoeveelheid van iPods dalen? De daling kan aan de hand van elasticiteiten berekend worden.

## Opportuniteitskosten
De opportuniteitskosten van een activiteit (of goed) zijn gelijk aan het gederfde voordeel van het een-na beste alternatief voor dit goed of deze activiteit. Merk op dat opportuniteitskosten niet de som zijn van alle beschikbare alternatieven, maar alleen het gederfde voordeel van het op een-na beste alternatief.
Hoewel opportuniteitskosten moeilijk zijn te kwantificeren, is het effect van opportuniteitskosten universeel en op individueel niveau zeer reëel. In feite is het principe van de opportuniteitskosten van toepassing op alle soorten beslissingen, niet alleen op economische. Sinds het werk van de Oostenrijkse econoom Friedrich von Wieser worden opportuniteitskosten als het fundament voor de marginale theorie van waarde gezien.
Opportuniteitskosten zijn een manier om de kosten van "iets" te meten. In plaats van alleen maar de kosten van een project te identificeren en deze bij elkaar op te tellen, kan men ook een stapje terugdoen en nadenken over het op een na beste alternatief om de voor het project gebudgetteerde geld te besteden. De gederfde winst van dit op een-na-beste alternatief noemt men de opportuniteitskosten van de oorspronkelijke keuze. Een bekend voorbeeld is een boer die ervoor kiest om zijn eigen land te bewerken in plaats van dit aan de buren te verhuren, de opportuniteitskosten zijn hier duidelijk; de gederfde opbrengsten van het verpachten van het land. In dit geval verwacht de landbouwer dat hij door het land zelf te bebouwen meer kan verdienen. Op gelijke wijze zijn de opportuniteitskosten van het studeren aan een universiteit het verloren loon dat een student anders zou hebben verdiend als werkend persoon, dit in plaats van de kosten van het collegegeld, boeken en andere benodigdheden, waar men vaak in eerste instantie aan denkt.
Een vraag die verder rijst is hoe men de geldwaarde van elk alternatief kan bepalen om zo vergelijkingen te kunnen maken en de opportuniteitskosten van alle alternatieven zo gemakkelijker tegen elkaar af te kunnen wegen. Afhankelijk van wat men wil vergelijken kan dit zeer moeilijk zijn. Veel besluiten met betrekking tot milieueffecten zijn bijvoorbeeld moeilijk te beoordelen. Dit geldt vooral in situaties met grote onzekerheid en hoge kosten. Ook speelt de ethiek een rol. Het waarderen van een menselijk leven of de economische impact van een olieramp in het noordpoolgebied dwingen de afweger tot subjectieve keuzes met ethische implicaties.
Het is noodzakelijk om tot je door te laten dringen dat geen enkele beslissing over de allocatie van tijd gratis is. Het maakt niet uit wat men verkiest te doen, maar een keuze voor de ene tijdspassering ten opzichte van de andere is bijna altijd uitsluitend; er is altijd iets wat men niet kan doen. In deze tijdscontext zijn een voorbeeld van opportuniteitskosten de beslissing om naar concert te gaan of om huiswerk te maken. Als men besluit om naar het concert te gaan, dan zijn de kosten de opgeven tijd om thuis te studeren, maar als men ervoor kiest om dan toch huiswerk te maken zijn de kosten het opgeven van het genoegen dat men beleeft aan het bezoeken van het concert en het gezelschap van vrienden. Elke beslissing in de allocatie van kapitaal is hiermee vergelijkbaar; er zijn altijd opportuniteitskosten aan verbonden. Er zijn altijd andere projecten, die ook geld kunnen opleveren. Begrip van opportuniteitskosten is van vitaal belang in het begrijpen van de micro-economie en de beslissingen, die daarin worden gemaakt.

## Toegepaste micro-economie
De toegepaste micro-economie omvat een reeks van gespecialiseerde studiegebieden, waarvan vele ook gebruikmaken van methoden uit andere vakgebieden. De industriële organisatie onderzoekt thema's zoals de toe- en uittreding van ondernemingen, innovatie, en de rol van handelsmerken. De arbeidseconomie onderzoekt lonen, werkgelegenheid en de dynamiek van de arbeidsmarkt. Publieke economie onderzoekt het ontwerp van het belasting- en uitgavenbeleid van de overheid en de economische effecten van dit beleid (bijvoorbeeld sociale verzekeringsprogramma's). De politieke economie onderzoekt de rol van de politieke instellingen bij het bepalen van beleidsresultaten. De gezondheidseconomie gaat over de organisatie van de gezondheidszorg, met inbegrip van de rol van het personeel in de gezondheidszorg en ziektekostenverzekering-programma's. De stedelijke economie onderzoekt de uitdagingen waar steden voor staan, zoals wildgroei, lucht- en waterverontreiniging, files, en armoede. Dit vakgebied maakt gebruik van methoden uit de stedelijke geografie en de sociologie. De financiële economie onderzoekt thema's, zoals de structuur van de optimale portefeuilles, het rendement op kapitaal, de econometrische analyse van opbrengsten van aandelen, en corporate finance gedrag. Recht en economie past de micro-economische beginselen toe op de selectie en de handhaving van concurrerende wettelijke regelingen en hun relatieve efficiëntie. Economische geschiedenis onderzoekt de evolutie van de economie en economische instituties. Het maakt daarbij gebruik van methoden en technieken uit de economie, geschiedenis, sociale geografie, sociologie, psychologie en de politicologie.

## Statistiek
Gegevens van de micro-economie worden vooral door het CBS (Centraal Bureau voor de Statistiek) bijgehouden. Het houdt bijvoorbeeld bij hoeveel een gezin per maand kwijt is aan de dagelijkse boodschappen.

## Voetnoten
1. ↑  Merchant, Mary A.; Snell, William M., Macroeconomic and International Policy Terms. University of Kentucky.
2. 1 2  Economics Glossary. Monroe County W omen's Disability Network. Gearchiveerd op 2 december 2016. Geraadpleegd op 22 februari 2008.
3. ↑  Social Studies Standards Glossary. New Mexico Public Education Department. Gearchiveerd op 8 augustus 2007.
4. ↑  Glossary. ECON100. Geraadpleegd op 22 februari 2008.